# 포르미아
포르미아(이탈리아어: Formia)는 이탈리아 라치오주 라티나도에 위치한 코무네다.

## 스포츠
1955년에 설립한 이탈리아 올림픽 위원회의 육상 교육소가 있다. 피에트로 멘네아나 주세페 지빌리스코 같은 육상 선수들이 여기서 훈련을 받았다.

## 자매 도시
- 프랑스 플뢰리레오브라이
- 보스니아 헤르체고비나 그라차니차
- 스웨덴 하닝에 시